# Port lotniczy Smoleńsk-Jużnyj
Port lotniczy Smoleńsk-Jużnyj (Smoleńsk-Południe, ros. Аэродром Смоленск-Южный) – lotnisko cywilne położone o 4 km na południe od Smoleńska w Rosji, zbudowane w okresie istnienia ZSRR, obecnie nieczynne.
Lotnisko obsługiwało lokalne rejsy pasażerskie, przyjmując głównie samoloty Jak-40 i An-2; regularne loty zakończyły się w 1991 roku. W 2009 roku na terenie lotniska bazowały niewielkie statki powietrzne firmy lotniczej „Smolenskaerotrans”, w tym samoloty An-2 i śmigłowce Mi-2.